# فريسنيديا
بلدية فريسنيديا (بالإسبانية: Fresnedilla) هي بلدية تقع في مقاطعة آبلة التابعة لمنطقة قشتالة وليون وسط إسبانيا.

## الديموغرافيا
يبلغ عدد سكان بلدية فريسنيديا 108 نسمة عام 2011 (وفقاً للمعهد الوطني للإحصاء الإسباني).
| 123 | 100 | 93 | 100 | 104 | 104 | 108 |